# Palutu-Tiefseeberg
Der Palutu-Tiefseeberg (englisch Palutu Seamount) ist ein Tiefseeberg im westlichen Pazifik auf dem Tiefseerücken der Gilbertinseln etwa 70 km nördlich des Beru-Atolls. Er bildet den nördlichen Abschluss der Bergkette, die sich über Beru bis nach Nikunau zieht.
Sein Gipfel liegt in einer Tiefe von 1680 m.